# Urochroa
Urochroa és un gènere d'ocells de la subfamília dels lesbins (Lesbiinae) dins la família dels troquílids (Trochilidae) que era considerat monoespecífic.

## Taxonomia
Fins fa poc s'incloïa únicament una espècie (Urochroa bougueri), amb dues subespècies. Més recentment, aquestes dues subespècies han estat considerades dues espècies diferents:
- colibrí de Bouguer (Urochroa bougueri).
- colibrí de carpó daurat (Urochroa leucura).